# Greatest (The Go-Go's)
Greatest è la prima raccolta di successi del gruppo femminile pop rock/new wave statunitense delle Go-Go's. Il disco comprende quasi tutti i singoli, tranne le hit minori He's So Strange e Yes or No, e le tracce migliori della band, dai loro primi tre album di studio, Beauty and the Beat del 1981, Vacation del 1982 e Talk Show del 1984. La collection non comprende alcun inedito, se non si considera il remix del 1990 di una cover del brano anni sessanta intitolato Cool Jerk, che le Go-Go's avevano già registrato per il secondo album, Vacation, nel 1982. Il remake di Cool Jerk viene pubblicato come unico singolo promozionale della raccolta, raggiungendo il Numero 60 nel Regno Unito, nel 1991, diventando così la seconda canzone del gruppo a entrare nella classifica britannica dei singoli (la terza e più alta hit britannica per le Go-Go's diventerà The Whole World Lost Its Head, Numero 29 in UK, nel 1994, dalla loro seconda raccolta di successi, Return to the Valley of the Go-Go's, uscita in quello stesso anno).

## Tracce
1. Our Lips Are Sealed – 2:44 (J. Wiedlin, T. Hall) – Tratto da Beauty and the Beat del 1981
2. Cool Jerk (Remix) – 3:07 (Donald Storball) – Tratto da Vacation del 1982
3. We Got the Beat – 2:30 (C. Caffey) – Tratto da Beauty and the Beat del 1981
4. Head over Heels – 3:36 (Caffey, Valentine) – Tratto da Talk Show del 1984
5. Get Up and Go – 3:17 (C. Caffey, J. Wiedlin) – Tratto da Vacation del 1982
6. Vacation – 3:00 (Caffey, Wiedlin, Valentine) – Tratto da Vacation del 1982
7. Beatnik Beach – 2:50 (Carlisle, Caffey) – Tratto da Vacation del 1982
8. You Thought – 4:18 (Schock, Valentine) – Tratto da Talk Show del 1984
9. I'm the Only One – 3:33 (Carter, Harvey, Valentine) – Tratto da Talk Show del 1984
10. This Town – 3:18 (C. Caffey, J. Wiedlin) – Tratto da Beauty and the Beat del 1981
11. Lust to Love – 4:03 (C. Caffey, J. Wiedlin) – Tratto da Beauty and the Beat del 1981
12. Mercenary – 3:35 (Caffey, Wiedlin, Valentine) – Tratto da Talk Show del 1984
13. How Much More – 3:04 (C. Caffey, J. Wiedlin) – Tratto da Beauty and the Beat del 1981
14. Turn to You – 3:50 (Caffey, Wiedlin) – Tratto da Talk Show del 1984

## Classifiche

### Singoli
| Anno | Titolo    | U.S. Hot 100 | UK Top 75 |
| ---- | --------- | ------------ | --------- |
| 1991 | Cool Jerk | -            | 60        |